# Weingut Winter
Das Weingut Winter ist ein Weingut in Dittelsheim-Heßloch in Rheinhessen. Es gehört seit 2013 dem Verband Deutscher Prädikatsweingüter (VDP) an.

## Geschichte

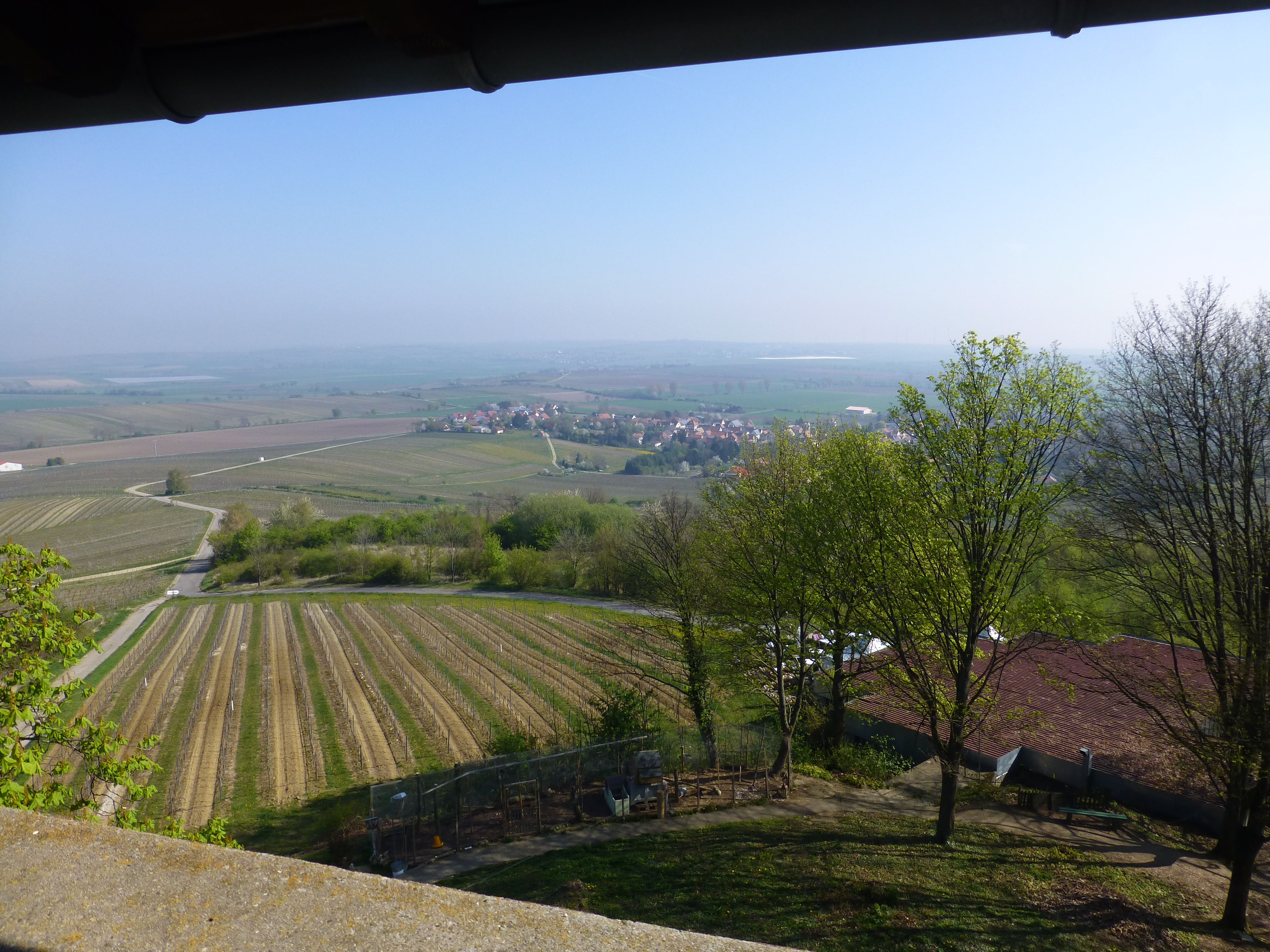
Aussicht auf Beispielweinberge vom Kloppbergturm

Stefan Winter bewirtschaftet seit dem Jahr 2000 das ca. 21 Hektar große elterliche Weingut am Kloppberg (292 m) im Wonnegau. Winter erwarb nach Praktika und Lehre in den Weingütern Klaus Keller (Rheinhessen) und Bassermann-Jordan (Pfalz) seinen Abschluss als Staatlich geprüfter Techniker für Weinbau und Oenologie an der SLVA Bad Kreuznach und ist Mitglied der Gruppe „Message in a bottle“, junge Winzer aus Rheinhessen. Winter ist auch Mitglied der deutschen Fußballnationalmannschaft der Winzer – WEINELF. Die Weinberge des Guts gruppieren sich um den Ort im Süden des Weinbaugebiets Rheinhessen, der im Binnengebiet des Rheinhessischen Hügellands und nicht an der Rheinterrasse liegt.
Das Angebot ist nach der Qualitätspyramide ausgerichtet die in Gutsweine, Ortsweine „Dittelsheimer“ (Einzellagen „Pfaffenmütze“ und „Mönchshube“) und die Lagenweine „Leckerberg“ und „Geyersberg“ unterscheidet, die dann auch als Weinbergslagen auf dem Etikett angegeben sind. Die südliche Ausrichtung der nordwestlich und südlich von Dittelsheim befindlichen Lagen ermöglicht eine gute Sonneneinstrahlung, sie befinden sich am Hangfuß des Kloppbergs. Tiefgründige Tonmergel- und sehr kalkreiche Gesteinsböden prägen die Weine.

## Rebsortenspiegel
Die Leitrebsorte ist mit 65 Prozent der Anbaufläche der Riesling, sowie der für Rheinhessen typische Silvaner mit 10 %, weiße Burgundervarietäten (Weißburgunder, Grauburgunder) und Chardonnay im Weißweinspektrum sowie Spätburgunder und Blauer Portugieser als rote Sorten.

## Auszeichnungen

### Verkosterstimmen (Auswahl)
„Ich kenne sonst niemanden, der so akribisch an der Qualität feilt.“

„Die Ortsweine sind bei Riesling, Weissburgunder und Silvaner echte Benchmarks, und bei den Lagenrieslingen betört etwa der Leckerberg durch Tiefe und stilvolle Wildkräuternoten.“

„Kein Wein aus diesem Haus hat in den vergangenen Jahren auch nur andeutungsweise enttäuscht.“

### Erwähnung in Weinführern (Auswahl)
- Gault-Millau Weinguide Deutschland: Bewertung 3 Trauben 2013
- Eichelmann – Deutschlands Weine: 2009 drei Sterne[11]